# Соколка (приток Чардыма)
Соколка — река в России, протекает в Новобурасском районе Саратовской области. Левый приток реки Чардым, бассейн Волги.

## География
Соколка начинается в балке в нескольких километрах севернее села Лох. Течёт на юг. Протекает через село Лох, затем слева принимает ручей Лошок и поворачивает на юго-восток. В урочище Ненарокомовка запружена. Впадает в Чардым в 50 км от устья. Длина реки составляет 21 км.

## Данные водного реестра
По данным государственного водного реестра России относится к Нижневолжскому бассейновому округу, водохозяйственный участок реки — Волга от Саратовского гидроузла до Волгоградского гидроузла, без рек Большой Иргиз, Большой Караман, Терешка, Еруслан, Торгун, речной подбассейн реки — подбассейн отсутствует. Речной бассейн реки — Волга от верхнего Куйбышевского водохранилища до впадения в Каспий.
Код объекта в государственном водном реестре — 11010002212112100010848.